# Comedia en vivo en Venezuela
La comedia en vivo (en inglés stand-up comedy, comedia de pie), en Venezuela, ha experimentado un abrupto crecimiento desde finales de 1980 hasta la actualidad. En este estilo de comedia, donde el comediante se dirige a una audiencia en vivo, interpretando un monólogo o rutina y en algunos casos interactuando directamente con el público, estableciedo diálogos conocidos dentro del género como "crowdworking".

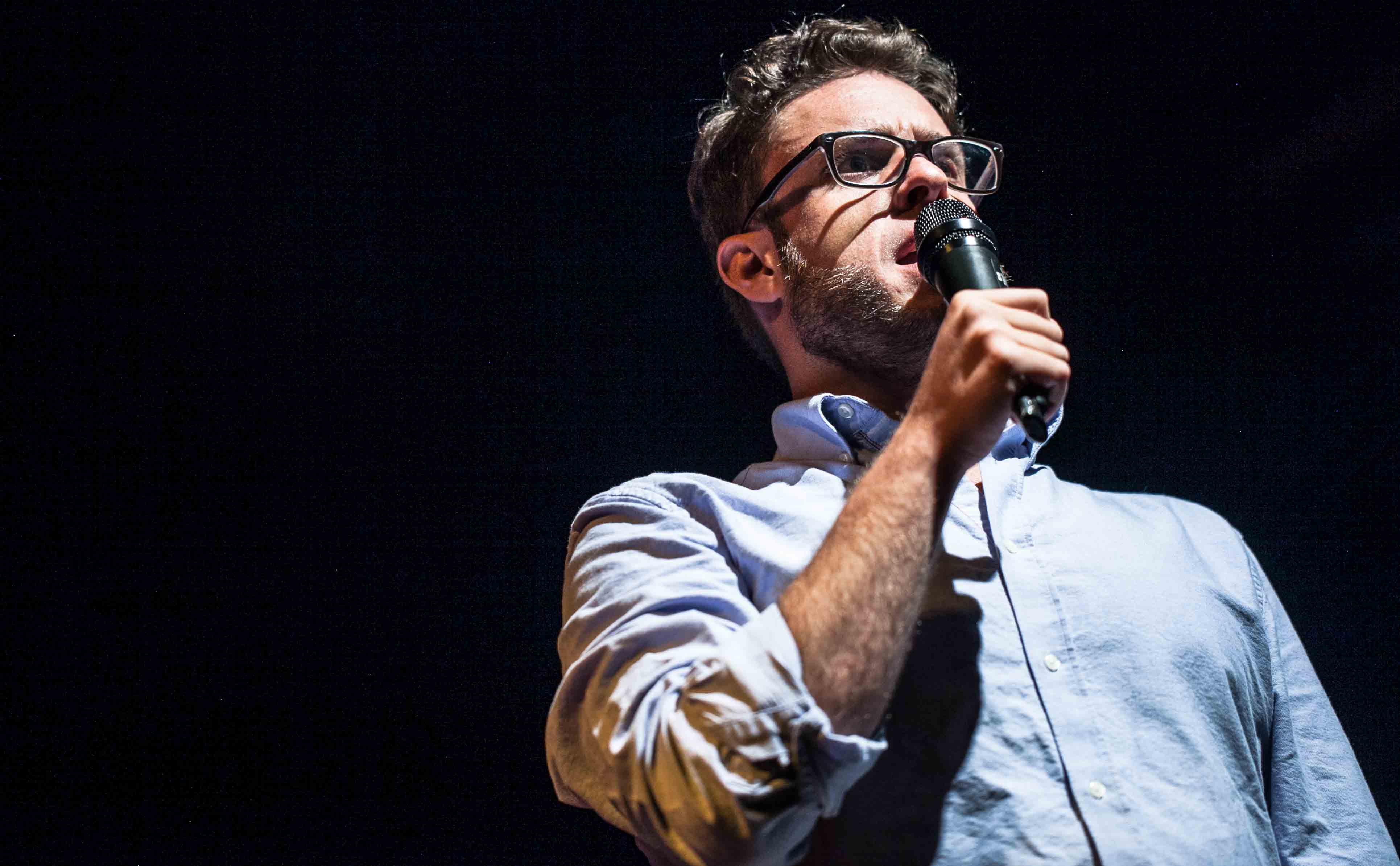
El comediante venezolano José Rafael Guzmán durante una presentación de stand up comedy en Caracas, 2014.

## Historia
Por años la comedia venezolana ha estado marcada por nombres como Er Conde del Guácharo, Emilio Lovera, Laureano Márquez, Aquiles Nazoa, Claudio Nazoa, Cayito Aponte, Pepeto, quiénes salen a relucir cómo pioneros de esta disciplina. Una segunda generación de humoristas surgidos durante la década de los 90's, destaca por figuras como Luis Chataing, Erika de la Vega o José Rafael Briceño, sin embargo, debido al creciente auge de la masificación del contenido a través de redes sociales y al atractivo del humor negro y la creación de contenido en Venezuela, comienza el crecimiento de una nueva generación de comediantes que cambió la dinámica del show humorístico en el país a fines de la década del 2000 y principios de 2010.

## Eventos

### Tarde de Risas Azules
La Tarde de Risas Azules es un festival de comedia realizado anualmente en los espacios de la Ciudad Universitaria de Caracas, durante el mes de noviembre y como clausura de las actividades de la Semana del Estudiante. Dicho evento es considerado uno de los más importantes del stand up en Venezuela. Allí se presentan varios comediantes profesionales, quienes a menudo acompañan una dinámica de micrófono abierto, en la cual comediantes principiantes (por lo general estudiantes de la Universidad Central de Venezuela), tienen la oportunidad de darse a conocer y probar material ante un público que suele rondar los 2000 espectadores. El evento ha contado con la participación de importantes humoristas tales como: Manuel Silva, Gabo Ruiz, Nacho Redondo, José Rafael Briceño, Verónica Gómez y Ricardo del Bufalo.

### Degeneración de Relevo (2012)
Esta fue una iniciativa creada por los comediantes Laureano Márquez y Emilio Lovera en los cuales reclutaron a varios jóvenes venezolanos para formar un espectáculo humorístico único en un momento en el cual es país estaba atravesando por una profunda crisis social y política.
Es importante resaltarlo debido a que marcó un hito que fue fundamental para consolidar el arte de la Comedia en Vivo en Venezuela, a su vez, formó a toda una generación de comediantes 2 que hoy por hoy se han convertido en representantes de la comedia venezolana a nivel internacional.
Entre sus integrantes más reconocidos actualmente en el medio, destacan: Franártur Duque, Reuben Morales y Bobby Comedia.

### Comedy Central: Stand Up Sin Fronteras (2013)
Con el apoyo de la compañía televisora Inter, Comedy Central concluyó exitosamente la grabación de los episodios del ciclo “Comedy Central Presenta: Stand up Sin Fronteras” en Caracas.
El talento venezolano seleccionado fue George Harris, Led Varela, José Rafael Guzmán, José Rafael Briceño, Bobby Comedia, Jean Mary, Laureano Márquez, Luis Chataing y Emilio Lovera.
Los episodios salieron al aire el 2 de septiembre de 2013 a las 9:30PM por Comedy Central Latinoamérica.

### Stand Up por los Derechos Humanos (2017)
Con la intención de concientizar a los jóvenes acerca de la importancia en la educación sobre los Derechos Humanos en Venezuela, la organización dedicada a la defensa y promoción de los derechos humanos Un Mundo Sin Mordaza viene desarrolló esta iniciativa.
Consiste en un proyecto “Esto es tuyo”, en el cual se enmarca una gira de comediantes de stand up que recorre el país con este tópico como centro.
El 22 de marzo del año 2017, la organización realizó en la Universidad Católica Andrés Bello un casting para humoristas con el fin de seleccionar a quienes serían parte de la gira.
El proyecto “Esto es tuyo” tiene como objetivo realzar el sentimiento, la frescura e ímpetu que caracteriza a la juventud venezolana, ofreciéndole herramientas que contribuyan a su empoderamiento y haciendo referencia -de una manera innovadora – a la capacidad que tenemos como individuos de ser agentes de cambio en Venezuela y el mundo.

## Primer Diplomado de Humor en Stand Up Comedy en Hispanoamérica (2017)

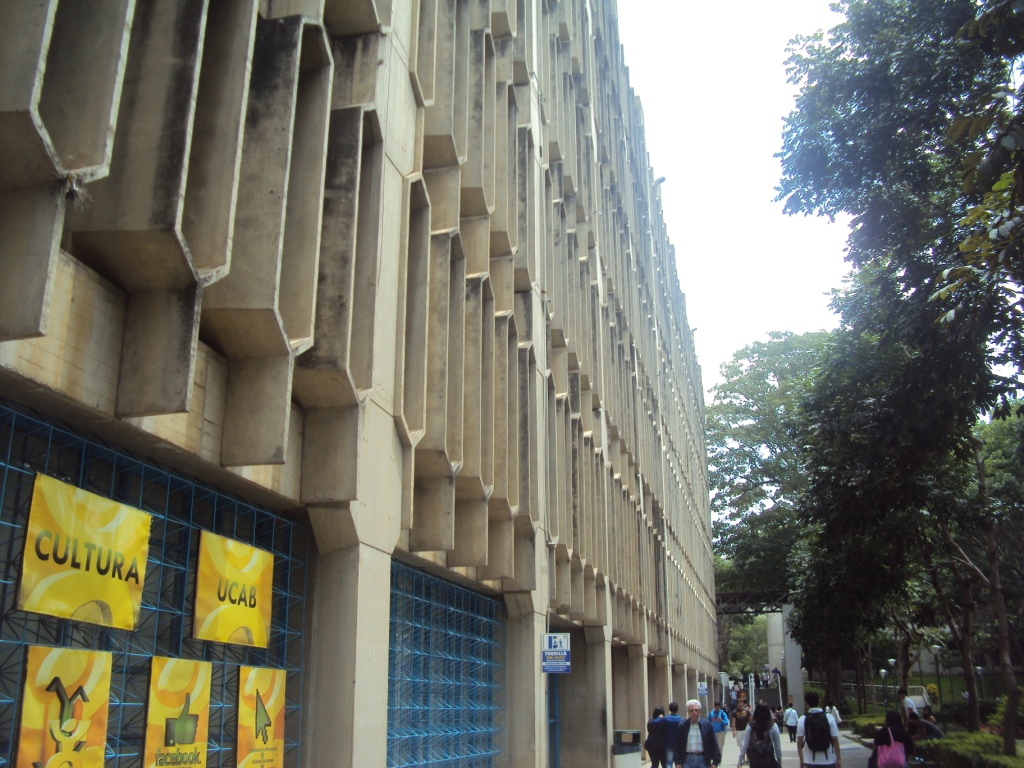
Campus de la Universidad Católica Andrés Bello en Montalbán, Caracas.

Esta es una iniciativa venezolana llevada a través del Centro de Internacionalización y Actualización Profesional de la Universidad Católica Andrés Bello, en alianza con la Escuela del Humor, es un curso de ampliación pionero en Latinoamérica dirigido a aquellos aficionados o profesionales de la comedia interesados en desarrollar competencias en las áreas de expresión creativa humorística.
El mismo busca formar a los participantes en competencias relacionadas con las áreas de expresión creativa a través de la comedia. Su finalidad es profesionalizar la profesión del comediante como transformador de sociedades a través del humor.
Su primera edición fue en 2017, donde se formaron 30 participantes que hoy trabajan en la comedia dentro y fuera del territorio venezolano; el mismo consiste de 7 módulos que comprenden 104 horas académicas, durante 8 fines de semanas consecutivos.
El Diplomado de Humor en Stand Up Comedy está recomendado para artistas, locutores, conferencistas, productores, gerentes y personas mayores de edad, que estén interesados en desarrollar competencias en las áreas de expresión creativa a través del humor. No se requiere experiencia previa.
Este Diplomado cuenta con el aval del CIAP-UCAB, organización que emite certificados con validez internacional.